# Временный революционный комитет Польши

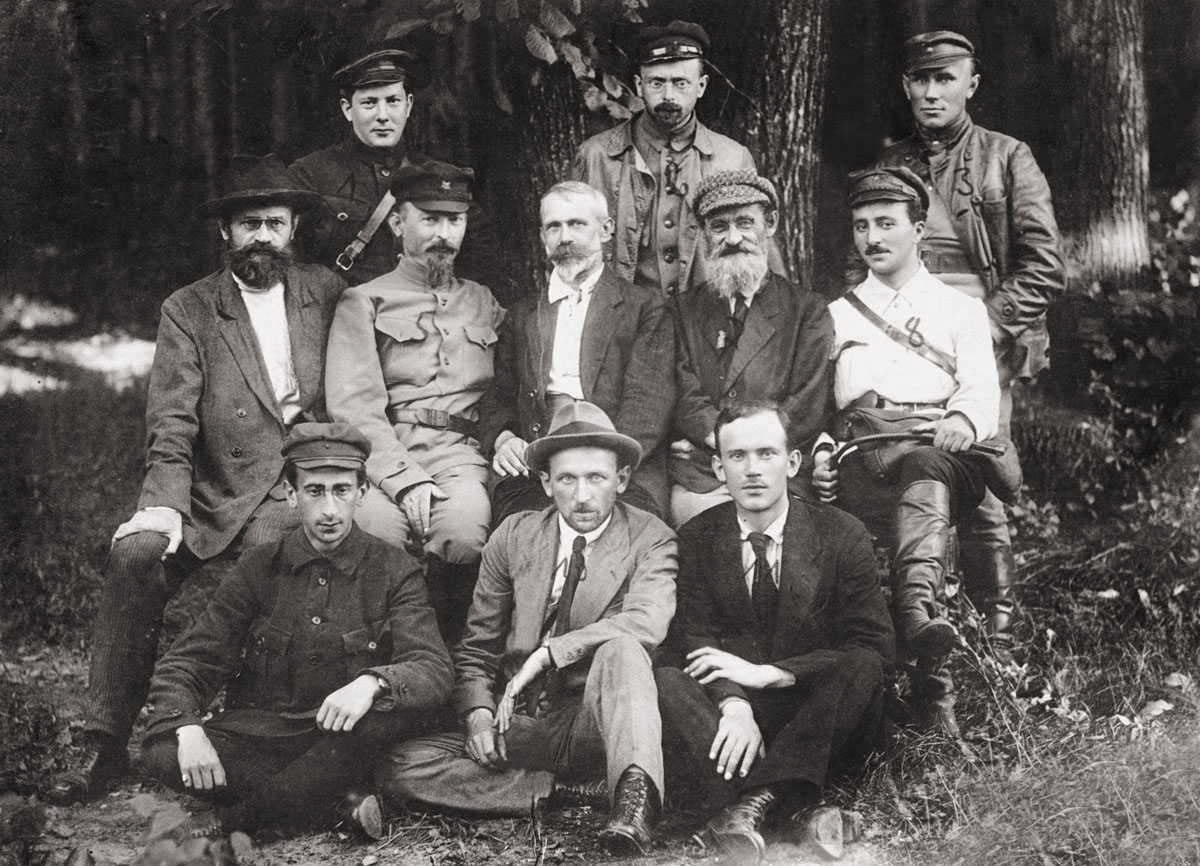
Временный революционный комитет Польши в августе 1920 года. В центре: Феликс Дзержинский, Юлиан Мархлевский, Феликс Кон.

Вре́менный революцио́нный комите́т По́льши или Польревком (пол. Tymczasowy Komitet Rewolucyjny Polski, Polrewkom, 30 июля 1920 — 20 августа 1920) — политический орган, осуществлявший функции правительства на подконтрольной большевиками части территории Польши. Был образован в Смоленске и провозглашён в Белостоке в ходе советско-польской войны. Состоял из членов Польского бюро (Польбюро) ЦК РКП(б). Провозгласил своим курсом «создание фундамента Польской советской республики». Ликвидирован после отступления большевиков из Польши.

## Создание комитета

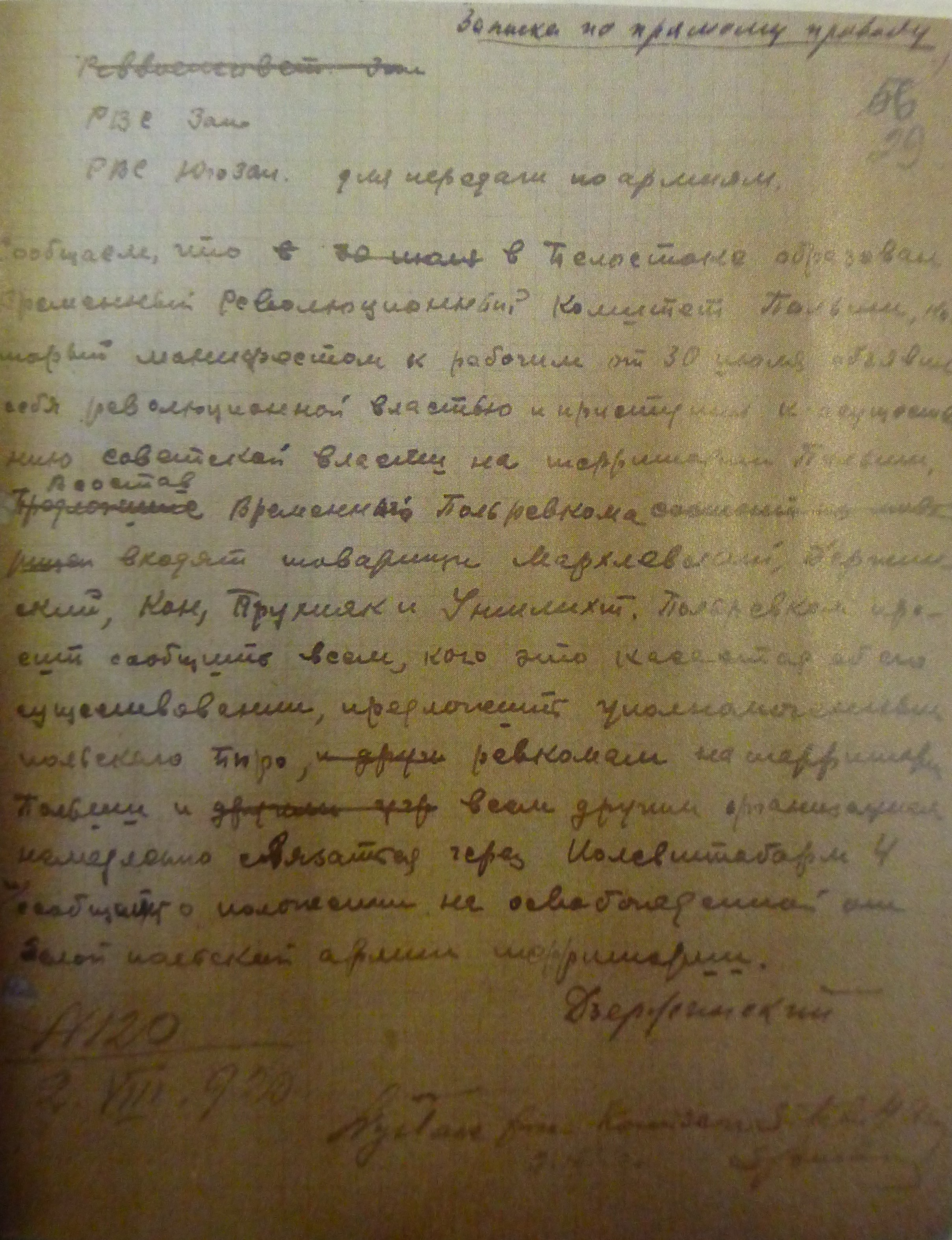
Записка Дзержинского от 2 августа 1920 года о создании Польревкома

15 июля 1920 года в телеграмме члену Реввоенсовета Западного фронта Уншлихту Ленин запросил:

Сообщите Вашу и других польских товарищей оценку такой тактики:
1. Мы заявляем очень торжественно, что обеспечиваем польским рабочим и крестьянам границу восточнее той, которую даёт Керзон и Антанта.
2. Мы напрягаем все силы, чтобы добить Пилсудского.
3. Мы входим в собственную Польшу лишь на кратчайший срок, чтобы вооружить рабочих, и уходим оттуда тотчас.
Считаете ли вероятным и как скоро Советский переворот в Польше
Уншлихт ответил, что тактику одобряет и отметил, что можно упразднить помещичью собственность, национализировать фабрики, а также создать временный военно-революционный комитет. 19 июля 1920 года Организационное бюро ЦК РКП(б) приняло решение мобилизовать большевиков польской национальности и отправить их на Западный и Юго-Западный фронты. В июле — августе 1920 года на оба фронта отправили 5,7 тысяч поляков из 18 тысяч, состоявших в РКП(б).
Было создано Польское бюро ЦК РКП(б) (Польбюро) в составе:
- Ф. Дзержинский — председатель;
- Ю. Мархлевский;
- Ф. Кон;
- И. Уншлихт;
- Э. Прухняк — секретарь.

Манифест о создании Временного революционного комитета Польши, датированный 30 июля 1920 года, отпечатали в Белостоке, где разместились комитет и Польбюро.

## Состав комитета
- Ю. Мархлевский — председатель
- Ф. Дзержинский — фактический глава комитета
- Э. Прухняк — секретарь
- И. Уншлихт — вопросы партийного строительства
- Ф. Кон — руководил народным просвещением
- Бернард Закс — промышленность
- С. Бобинский — сельское хозяйство
- Тадеуш Радваньский — руководил пропагандой

## Деятельность комитета
В коммюнике от 30 июля 1920 года о создании Временного революционного комитета Польши сообщалось:

Временный комитет, беря власть в свои руки, ставит перед собой задачу… заложить основы будущего строя Польской Социалистической Республики Советов и с этой целью:
а) лишает власти существующее шляхетско-буржуазное правительство,
б) восстанавливает и вновь организует фабричные комитеты в городах и фольварковые в деревне,
в) организует местные революционные комитеты,
г) объявляет собственностью народа фабрики, помещичьи имения, а также леса и отдаёт в управление рабочим городских и деревенских комитетов,
д) гарантирует неприкосновенность крестьянской земли,
е) организует органы безопасности, хозяйственные и продовольственные,

ж) гарантирует гражданам, лояльно выполняющим приказы и распоряжения революционных властей, полную безопасность
Комитет отдал приказ польским войскам «о немедленном образовании в частях армии советских солдатских депутатов с передачей им всей власти в армии и об аресте наиболее контрреволюционных генералов». 4 августа 1920 года на совместном заседании Комитета и Белостокского ревкома (с участием представителей армии) было решено из-за быстрого продвижения красных войск «возложить на армию всю работу как по организации власти советов, так и по вопросу практического руководства работой советских органов, при этом реввоенсовет армии является высшим гражданско-военным органом, распоряжения которого обязательны для всех ревкомов».
4 августа 1920 года Комитет постановил:

Всех опасных для социалистической революции в Польше, всех представителей польской крупной буржуазии и помещиков, всех известных своим сочувствием белополякам арестовать и направить в концентрационные лагеря, сообщив все данные Польревкому и ведя точный учёт арестованным
Особый отдел фронта дал указание арестованных польских граждан (кроме шпионов) передавать Комитету
В середине августа 1920 года началось формирование польской Красной армии. Однако польская Красная армия в итоге насчитывала лишь тысячу человек, в основном откомандированных из российской Красной армии. Стоявший в Белостоке Красный стрелковый полк насчитывал 176 человек.
Однако Комитет столкнулся с враждебностью польского населения. 5 августа 1920 года Дзержинский телеграфировал Ленину, что настроение «за Наревом враждебное, угоняют скот, лошадей, снимают с повозок колёса». 21 августа 1920 года в Белостоке стало известно о подготовке польского наступления на город. После этого известия из Белостока в Минск (где и был потом упразднен) был эвакуирован Комитет. Польская Красная армия была переведена в Бобруйск, где была расформирована 30 сентября 1920 года.